# Museo de las Ciencias Príncipe Felipe
Museo de las Ciencias Príncipe Felipe (pol. Muzeum Nauki Księcia Filipa) – hiszpańskie muzeum poświęcone nowym technologiom, nauce i środowisku naturalnemu, mieszczące się w kompleksie Ciudad de las Artes y las Ciencias (pol. Miasteczko Sztuki i Nauki) w Walencji. Otwarcie muzeum miało miejsce 13 listopada 2000 r.
Motto muzeum brzmi: „Zabrania się: nie dotykać, nie czuć, nie myśleć”. Różnorodne ekspozycje w sposób pouczający, interaktywny i przede wszystkim interesujący umożliwiają zwiedzającemu zapoznanie się z wszystkim tym, co związane jest ze współczesną nauką.
Niezwykle nowoczesny i oryginalny budynek, którego kształt przypomina szkielet dinozaura, został zaprojektowany przez Santiago Calatrava, wybitnego architekta i rzeźbiarza z Walencji. Dyrektorem Muzeum jest Manuel Toharia, znany pisarz oraz popularyzator nauki i nowych technologii w Hiszpanii. Muzeum liczy 26 000 m² powierzchni wystawowej, a rocznie odwiedza je około 2,5 miliona osób.

## Ekspozycje Muzeum Nauki

### Parter (Calle Menor)
Parter muzeum nazywany jest Calle Menor (pol. Mniejsza Aleja), znajdują się tam kasy biletowe, restauracje oraz sklepy z pamiątkami. Ponadto można tam znaleźć ekspozycje lub pokazy „La Ciencia a Escena” (pol. Nauka na Scenie) i „Estudio de Tv” (pol. Nauka o Telewizji). Zwiedzający mają wstęp wolny na Calle Menor, gdzie odbywa się również wiele wystaw okolicznościowych w ciągu całego roku.

### Pierwsze piętro
Na pierwszym piętrze znajdują się ekspozycje o charakterze interaktywnym, goście muzeum mogą aktywnie uczestniczyć w warsztatach i eksperymentach przeprowadzanych na przykład w „Exploratorium”. Na znajdującej się tam Calle Mayor (pol. Większa Aleja) mieści się mierzące 34 metry wahadło Foucaulta, będące jednym z największych tego typu wahadeł na świecie. Zjawisko tego wahadła jest zdumiewające, ponieważ jak twierdzą specjaliści: „W rzeczywistości to nie wahadło się obraca, lecz Ziemia, można zatem powiedzieć, że to muzeum »kręci się« wokół wahadła, a nie na odwrót”.
Ma pierwszym piętrze znajdują się również ekspozycje poruszające temat zmian klimatycznych na świecie. Prezentowane są różnorodne panele graficzne, moduły interaktywne czy materiały audiowizualne.

Animacja ruchu wahadła

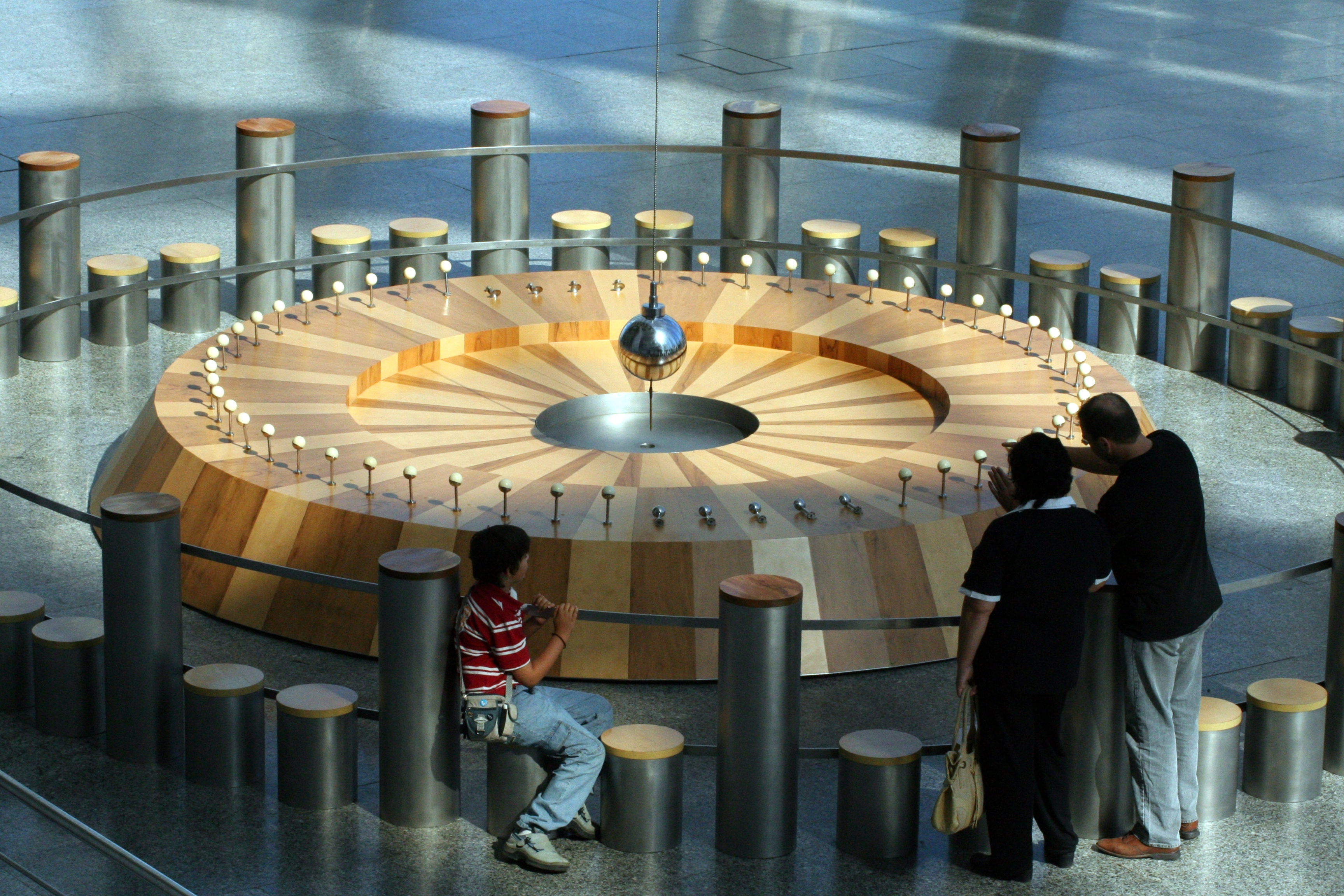
Wahadło Foucaulta

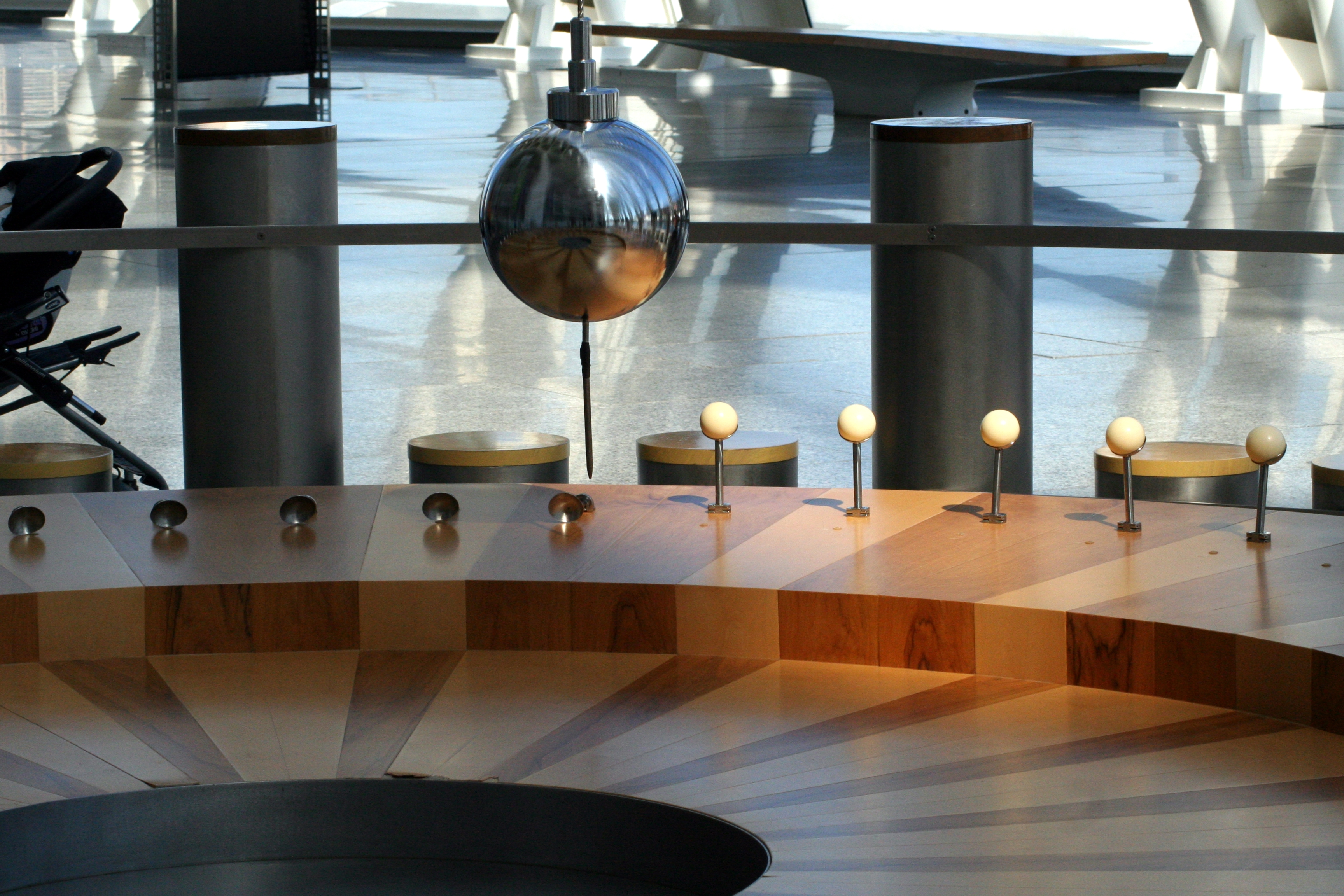

### Drugie piętro
Na kolejnym piętrze główną atrakcją jest wystawa „El Legado de la Ciencia” (pol. Dziedzictwo Nauki). Przedstawione zostały tam życiorysy i badania trzech znamienitych naukowców powiązanych z Hiszpanią, laureatów Nagrody Nobla w dziedzinie fizjologii i medycyny: Santiago Ramón y Cajal, Severo Ochoa i Jean Dausset.

### Trzecie piętro

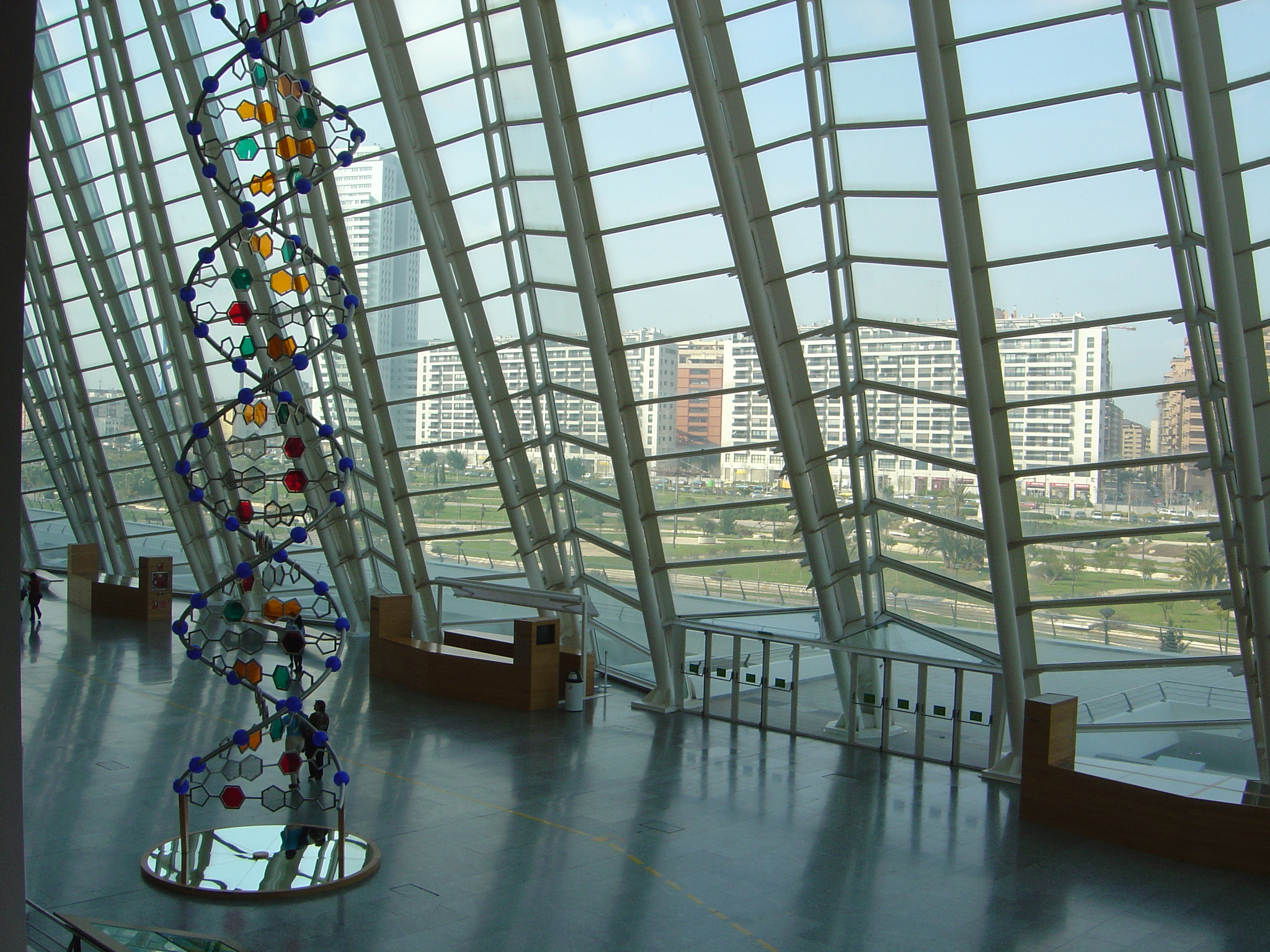
Rzeźba modelu ludzkiego DNA

Na trzecim piętrze budynku znajduje się „Bosque de Cromosomas” (pol. Las Chromosomów), imponująca ekspozycja dotycząca sekwencji ludzkiego DNA. Szczególnie wyróżnia się 15 metrowa rzeźba przedstawiająca model molekularny kwasu deoksyrybonukleinowego, czyli DNA. Na wystawie tej można znaleźć również 127 różnych materiałów interaktywnych, prezentujących poszczególne geny i ich funkcje w ludzkim organizmie.
W tej samej części muzeum znajdują się inne ekspozycje, na przykład „Gravedad Cero” (pol. Zerowa Grawitacja) zbudowana dzięki współpracy z Europejską Agencją Kosmiczną. Kolejną ciekawą wystawą jest “Ciencia y Deporte con el Valencia C.F.” (pol. Nauka i Sport z Piłkarskim Klubem Walencja), na której przedstawione zostały w sposób przystępny i zabawny podstawy fizyczne i technologiczne zdrowia.

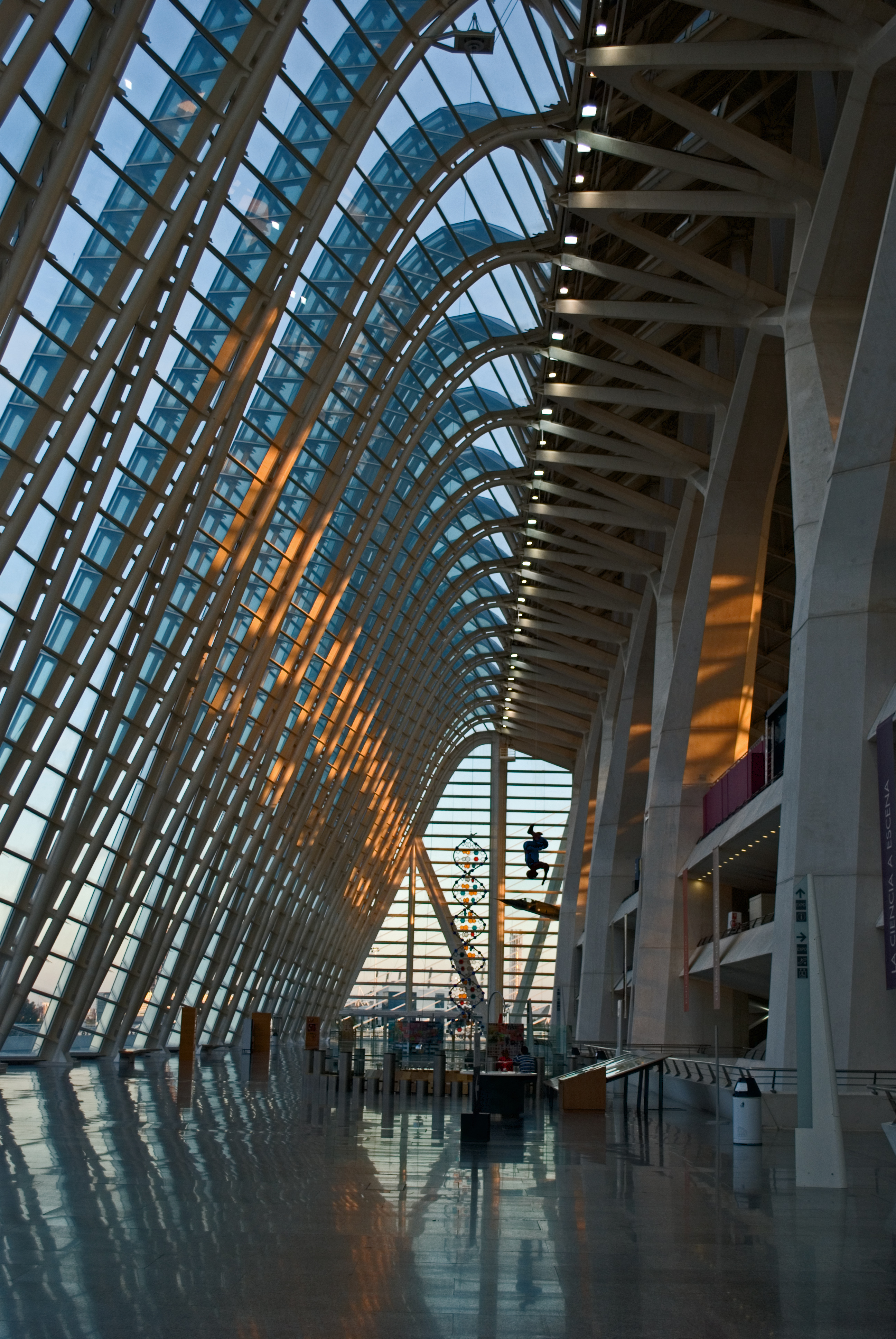
Wnętrze muzeum

## Szczególne wydarzenia
- Muzeum było siedzibą międzynarodowego „Campus Party”, w latach 2000 i 2004. Jest to impreza organizowana dla miłośników informatyki, na której odbywają się między innymi rozgrywki w grach komputerowych z trybem gry wieloosobowej. W 2004 r. podczas „Campus Party” pobity został rekord świata w największej liczbie graczy na PlayStation 2.
- Od 2 do 6 października 2006 r. w muzeum trwał 57. Międzynarodowy Kongres Astronautyki.
- 15 stycznia 2007 r. w muzeum odbyła się oficjalna prezentacja brytyjskiego zespołu McLaren, biorącego udział w wyścigach Formuły 1.